# مقاطعة كاراس-سيفيرين
مقاطعة كاراس-سيفيرين (بالإنجليزية: Caraș-Severin County)‏ هي مقاطعة في رومانيا، تتبع رومانيا، بلغ عدد سكانها 319٬286 نسمة، في 1930، عاصمتها ريشيتسا، تبلغ مساحتها 8٬514 كيلومتر مربع.

## التقسيمات الإدارية
- كارانسيبيش
- Armeniș [الإنجليزية]‏
- Berzovia [الإنجليزية]‏
- Bolvașnița [الإنجليزية]‏
- Brebu Nou [الإنجليزية]‏
- Bucoșnița [الإنجليزية]‏
- Ciudanovița [الإنجليزية]‏
- ريشيتسا
- Anina [الإنجليزية]‏
- Băile Herculane [الإنجليزية]‏
- بوكشة [الإنجليزية]‏
- Ocna de Fier [الإنجليزية]‏
- مولدوفا نوا
- أورافيتا
- Bănia [الإنجليزية]‏
- Băuțar [الإنجليزية]‏
- Berliște [الإنجليزية]‏
- Berzasca [الإنجليزية]‏
- بوزوفيتش
- Brebu, Caraș-Severin [الإنجليزية]‏
- Buchin [الإنجليزية]‏
- Carașova [الإنجليزية]‏
- Cărbunari [الإنجليزية]‏
- Constantin Daicoviciu, Caraș-Severin [الإنجليزية]‏
- Ciclova Română [الإنجليزية]‏
- Ciuchici [الإنجليزية]‏
- Copăcele [الإنجليزية]‏
- Cornea, Caraș-Severin [الإنجليزية]‏
- Cornereva [الإنجليزية]‏
- Dalboșeț [الإنجليزية]‏
- Doclin [الإنجليزية]‏
- Dognecea [الإنجليزية]‏
- Domașnea [الإنجليزية]‏
- Ezeriș [الإنجليزية]‏
- Fârliug [الإنجليزية]‏
- Forotic [الإنجليزية]‏
- Gârnic [الإنجليزية]‏
- Glimboca [الإنجليزية]‏
- Goruia [الإنجليزية]‏
- Grădinari, Caraș-Severin [الإنجليزية]‏
- Iablanița [الإنجليزية]‏
- Lăpușnicel [الإنجليزية]‏
- Lăpușnicu Mare [الإنجليزية]‏
- Luncavița, Caraș-Severin [الإنجليزية]‏
- Lupac [الإنجليزية]‏
- Marga, Caraș-Severin [الإنجليزية]‏
- Măureni [الإنجليزية]‏
- Mehadia [الإنجليزية]‏
- Mehadica [الإنجليزية]‏
- Naidăș [الإنجليزية]‏
- Obreja [الإنجليزية]‏
- Păltiniș, Caraș-Severin [الإنجليزية]‏
- Coronini [الإنجليزية]‏
- Pojejena [الإنجليزية]‏
- Prigor [الإنجليزية]‏
- Ramna, Caraș-Severin [الإنجليزية]‏
- Răcășdia [الإنجليزية]‏
- Eftimie Murgu, Caraș-Severin [الإنجليزية]‏
- Rusca Montană [الإنجليزية]‏
- Sacu [الإنجليزية]‏
- Sasca Montană [الإنجليزية]‏
- Sichevița [الإنجليزية]‏
- Slatina-Timiș [الإنجليزية]‏
- Socol [الإنجليزية]‏
- Șopotu Nou [الإنجليزية]‏
- Teregova [الإنجليزية]‏
- Ticvaniu Mare [الإنجليزية]‏
- Târnova, Caraș-Severin [الإنجليزية]‏
- Topleț [الإنجليزية]‏
- Turnu Ruieni [الإنجليزية]‏
- Văliug [الإنجليزية]‏
- Vărădia [الإنجليزية]‏
- Vermeș [الإنجليزية]‏
- Vrani [الإنجليزية]‏
- Zăvoi [الإنجليزية]‏
- Zorlențu Mare [الإنجليزية]‏
- Oțelu Roșu [الإنجليزية]‏.